# Chinesische Sandmauer

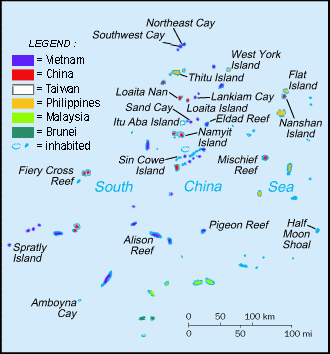
Die Spratly-Inseln im Südchinesischen Meer

Chinesische Sandmauer ist ein polemischer Begriff, der – analog zur Chinesischen Mauer und zu Chinas Grüner Mauer – ein Projekt der Regierung Chinas im Südchinesischen Meer beschreibt. Im Bereich der Spratly-Inseln werden dabei bestehende Inseln vergrößert oder sogar neu aufgeschüttet und mit militärischen Mitteln massiv aufgerüstet. Mit Stand September 2024 unterhält China dort 27 Stützpunkte. Es wird angenommen, dass die Volksrepublik damit beabsichtigt, ihre hegemonialen Ansprüche auf Seegebiete zu untermauern, die auch von anderen Anrainerstaaten beansprucht werden, darunter Brunei, Vietnam, Philippinen, Indonesien und Malaysia.

## Begriffsgeschichte
Der Begriff wurde als Great Wall of Sand erstmals im Jahr 2015 von US-Admiral Harry B. Harris verwendet und hat sich seither weltweit verbreitet.